# Stazione meteorologica di Campotosto
La stazione meteorologica di Campotosto è la stazione meteorologica di riferimento relativa alla località di Campotosto.

## Coordinate geografiche
La stazione meteorologica si trova nell'area climatica dell'Italia centrale, in cui è compreso l'intero territorio regionale dell'Abruzzo, in provincia dell'Aquila, nel comune di Campotosto, a 1.430 metri s.l.m. e alle coordinate geografiche 42°33′N 13°22′E.

## Dati climatologici
In base alla media trentennale di riferimento 1961-1990, la temperatura media del mese più freddo, gennaio, si attesta a -0,9 °C; quella del mese più caldo, agosto, è di +16,8 °C .
| CAMPOTOSTO         | Mesi | Mesi | Mesi | Mesi | Mesi | Mesi | Mesi | Mesi | Mesi | Mesi | Mesi | Mesi | Stagioni | Stagioni | Stagioni | Stagioni | Anno |
| CAMPOTOSTO         | Gen  | Feb  | Mar  | Apr  | Mag  | Giu  | Lug  | Ago  | Set  | Ott  | Nov  | Dic  | Inv      | Pri      | Est      | Aut      | Anno |
| ------------------ | ---- | ---- | ---- | ---- | ---- | ---- | ---- | ---- | ---- | ---- | ---- | ---- | -------- | -------- | -------- | -------- | ---- |
| T. max. media (°C) | 2,6  | 4,1  | 6,8  | 10,1 | 19,1 | 22,5 | 22,8 | 19,2 | 19,2 | 13,1 | 8,3  | 5,1  | 3,9      | 12,0     | 21,5     | 13,5     | 12,7 |
| T. min. media (°C) | −4,4 | −4,5 | −2,0 | 1,3  | 5,3  | 8,8  | 10,5 | 10,8 | 8,6  | 4,7  | 1,5  | −1,8 | −3,6     | 1,5      | 10,0     | 4,9      | 3,2  |